# Портолан
Портолан или Портулан (на латински: Portolan, Portulan; на италиански: portolano от лат.: portus – „пристанище“) е книга с информации за земи, фарове, реки и пристанища.
Използването на понятието е доказано за пръв път през 1285 г. От 16 век понятието се разширява и съдържа не само текста, а и морските карти. През 19 век учените започват да наричат всички морски карти като „Портулан“.